# Problema de los dos cuerpos gravitacional

Dos cuerpos con masa similar moviéndose en órbitas elípticas alrededor de un baricentro común

← Para desarrollos matemáticos más relevantes, véase también el problema de los dos cuerpos, la órbita de Kepler, el problema de Kepler, y la ecuación del centro
El problema de los dos cuerpos gravitacional se refiere al movimiento de dos masas puntuales que interactúan entre sí debido exclusivamente a su atracción gravitatoria. Esto significa que no se considera la influencia de terceros cuerpos.
Es un procedimiento que permite obtener resultados aproximados. También significa que los dos cuerpos se mantienen separados el uno del otro, es decir, que no colisionan entre sí; y que ninguno de los dos cuerpos atraviesa la atmósfera del otro. Incluso si lo hacen, la teoría todavía se mantiene para la parte de la órbita donde no lo hacen. Además de estas consideraciones, se considera que un cuerpo esféricamente simétrico puede aproximarse mediante una masa puntual.
Los ejemplos clásicos incluyen las distintas partes de un vuelo espacial, en las que la nave no está siendo propulsada y los efectos atmosféricos son insignificantes, y un único cuerpo celeste domina abrumadoramente la influencia gravitacional. Otros ejemplos comunes son la órbita de una luna alrededor de un planeta, y de un planeta alrededor de una estrella, y de dos estrellas que orbitan entre sí (una estrella binaria).
La masa reducida multiplicada por la aceleración relativa entre los dos cuerpos es igual a la fuerza gravitacional. Esta última es proporcional al producto de las dos masas, que es igual a la masa reducida multiplicada por la suma de las masas. Así, en la ecuación diferencial, las dos apariciones de la masa reducida se anulan mutuamente, y se obtiene la misma ecuación diferencial que para la posición de un cuerpo muy pequeño que orbita un cuerpo con una masa igual a la suma de las dos masas.
Denotando:

Dos cuerpos con una ligera diferencia de masa orbitando alrededor de un baricentro común. Los tamaños y este tipo particular de órbita son similares al sistema Plutón - Caronte.

- El vector r es la posición de un cuerpo en relación con el otro
- {\displaystyle r}, {\displaystyle v\equiv {\frac {dr}{dt}}}, el semieje mayor {\displaystyle a} y el momento angular relativo específico {\displaystyle h} se definen en consecuencia (de ahí que {\displaystyle r} es la distancia)
- {\displaystyle h} es el momento angular total dividido por la masa reducida
- {\displaystyle \mu =G(m_{1}+m_{2})}, es el parámetro gravitacional estándar (de la suma de ambas masas)

siendo:
- {\displaystyle m_{1}} y {\displaystyle m_{2}} las masas de los dos cuerpos.

Entonces:
- La solución general es (véase también ecuación orbital y el problema de los dos cuerpos para una fuerza inversamente proporcional al cuadrado de la distancia):

{\displaystyle u(\theta )\equiv {\frac {1}{r(\theta )}}={\frac {\mu }{h^{2}}}(1+e\cos(\theta -\theta _{0}))}
para cualquier {\displaystyle e} no negativo, denominado excentricidad orbital
- Las posiciones de los cuerpos con respecto al baricentro son {\displaystyle m_{2}/(m_{1}+m_{2})} y {\displaystyle -m_{1}/(m_{1}+m_{2})} veces r, respectivamente, por lo que las órbitas de los dos cuerpos son secciones cónicas semejantes; las mismas proporciones se aplican para las velocidades, y, sin el signo menos, para el momento angular y para las energías cinéticas, todo con respecto al baricentro
- Para órbitas circulares {\displaystyle rv^{2}=r^{3}\omega ^{2}=4\pi ^{2}r^{3}/T^{2}=\mu }
- Para órbitas elípticas: {\displaystyle 4\pi ^{2}a^{3}/T^{2}=\mu } (con  a  expresado en AU y  T  en años, y con  M  la masa total relativa a la del Sol, obtenemos {\displaystyle a^{3}/T^{2}=M})
- Para trayectorias parabólicas: {\displaystyle rv^{2}} es constante e igual a {\displaystyle 2\mu }
- Se aplican las fórmulas para la energía orbital específica {\displaystyle \epsilon }, con potencial específico y energía cinética y su suma como los totales para el sistema, dividido por la masa reducida; la energía cinética del cuerpo más pequeño es más grande; la energía potencial de todo el sistema es igual a la energía potencial de un cuerpo con respecto al otro, es decir, menos la energía necesaria para escapar del otro si el otro se mantiene en una posición fija. Esta circunstancia no debe confundirse con la menor cantidad de energía que un cuerpo necesita para escapar si el otro cuerpo también se aleja en la dirección opuesta: en ese caso, la energía total que los dos necesitan para escapar es la misma que la cantidad mencionada anteriormente; la conservación de la energía para cada masa significa que un aumento de la energía cinética se acompaña de una disminución de la energía potencial, que es para cada masa el producto interno de la fuerza y el cambio de posición relativo al baricentro, no relativo a la otra masa
- Para órbitas elípticas e hiperbólicas {\displaystyle \mu =2a\mid \epsilon \mid }

Por ejemplo, considérense dos cuerpos como el Sol que orbitan entre sí:
- La masa reducida es la mitad de la masa de un Sol (un cuarto de la masa total)
- A una distancia de 1 AU: el período orbital es {\displaystyle {1 \over 2}{\sqrt {2}}} año, el mismo que el período orbital de la Tierra si el Sol tuviera el doble de su masa real; la energía total por kg de masa reducida (90 MJ/kg) es el doble que la del sistema Tierra-Sol (45 MJ/kg); la energía total por kg de masa total (22,5 MJ/kg) es la mitad de la energía total por kg de masa de la Tierra en el sistema Tierra-Sol (45 MJ/kg)
- A una distancia de 2 UA (cada uno siguiendo una órbita como la de la Tierra alrededor del Sol): el período orbital es de 2 años, lo mismo que el período orbital de la Tierra si el Sol tuviera una cuarta parte de su masa real
- A una distancia de {\displaystyle {\sqrt[{3}]{2}}\approx 1.26} AU: el período orbital es de 1 año, el mismo que el período orbital de la Tierra alrededor del Sol

Del mismo modo, una segunda Tierra a una distancia de la Tierra igual a {\displaystyle {\sqrt[{3}]{2}}} veces la distancia habitual de una órbita geosíncrona, también sería geosincrónica.

## Ejemplos
Cualquier sistema clásico de dos partículas es, por definición, un problema de dos cuerpos. En muchos casos, sin embargo, una partícula es significativamente más pesada que la otra, por ejemplo, la Tierra y el Sol. En tales casos, la partícula más pesada es aproximadamente el centro de masa, y la masa reducida es aproximadamente la masa más ligera. Por lo tanto, la masa más pesada se puede tratar más o menos como un centro de fuerza fijo, y el movimiento de la masa más ligera se puede resolver directamente por métodos de un solo cuerpo.
En otros casos, sin embargo, las masas de los dos cuerpos son aproximadamente iguales, de modo que ninguno de ellos se puede aproximar a estar en reposo. Los ejemplos astronómicos incluyen:
- Estrellas binarias, como Alfa Centauri (aproximadamente la misma masa)
- Planetas dobles, como Plutón y su luna Caronte (relación de masa: 0.147)
- Asteroides binarios, como (90) Antiope (aproximadamente la misma masa)